# Georges Lévesque
Pour les articles homonymes, voir Lévesque.
Georges Lévesque, né en 1952 et mort le 23 août 2011 à Montréal, est un comédien, danseur et créateur de mode québécois.
Dans les années 1970, avec Michèle Hamel, il a fondé la boutique « Pur Hasard » et en 1981, associée Marie-Josée Gagnon, il a fondé la boutique « Scandale » à Montréal.
Il a travaillé pour des spectacles de Cavalia et a confectionné des costumes de scènes pour Céline Dion et Diane Dufresne.
Il était connu pour ses robes ultra-féminines d'inspiration gitane.